# Slaight Communications
Slaight Communications — канадська радіомовна компанія. Компанія була заснована як Standard Broadcasting у 1921 році, а у 1971 році була перейменована на Slaight Broadcasting, коли власник Алан Слайт (англ. J. Allan Slaight) придбав CFGM у Річмонд-Хіллі.